# Iglesia del profeta Elías (Gulripshi)
La iglesia del profeta Elías (en georgiano: ელია წინასწარმეტყველის სახელობის ტაძარი) un edificio religioso de la iglesia ortodoxa georgiana situado en Gulripshi, en el distrito de Gulripshi de la de facto República de Abjasia, aunque de iure está dentro del municipio de Gulripshi de la República Autónoma de Abjasia, Georgia.

## Historia
El templo fue construido en 1908 a expensas de Nikolái Smetskoi. 
Durante los años del poder soviético, la iglesia albergó una biblioteca, cursos y almacenes. 
El renacimiento del templo comenzó después de la guerra entre Georgia y Abjasia de 1992-1993. Los servicios divinos se llevan a cabo en los idiomas eslavo antiguo y abjasio, y los cánticos bizantinos se realizan en tres idiomas: eslavo antiguo, griego y abjasio. 
Georgia ha inscrito la iglesia en su lista de patrimonio cultural pero no tiene control efectivo sobre la zona, por lo que es imposible realizar labores de conservación y de estudio de la iglesia. 

## Arquitectura
El templo es un edificio de forma cuadrada construido sobre los restos de una antigua iglesia. Incluye el ábside y ardabag. La altura del muro del ábside es de aproximadamente medio metro a un metro, construido con piedra quebrada sobre cal. En el muro norte del ábside hay pequeños restos de pintura mural. La abertura de entrada está cortada desde el oeste. Las paredes del edificio están revocadas y encaladas con yeso. El estaño se utiliza como material de cobertura y tiene una cobertura de cuatro colores. Alrededor de la iglesia, al norte y al oeste, se pueden ver fragmentarios, en algunos lugares, restos del antiguo edificio y la valla. 

## Galería

Lateral de la iglesia
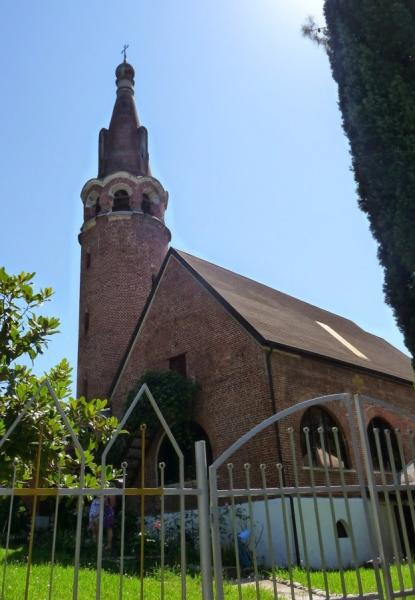
Torre de la iglesia